# Ernest Muret
Ernest Muret (* 27. Dezember 1861 in Vevey; † 24. März 1940 in Genf) war ein Schweizer Romanist und Namenforscher.

## Leben und Werk
Muret studierte in Lausanne, Berlin (bei Adolf Tobler) und Paris (bei Gaston Paris). Von 1887 bis 1890 lehrte er in Paris an der École pratique des hautes études. Von 1891 bis 1935 war er Professor für Romanische Philologie in Genf (Nachfolger ab 1947: André Burger). Von 1924 bis 1933 war er Mitarbeiter des Glossaire des patois de la Suisse romande. Von 1901 bis 1931 erforschte er 950 Westschweizer Ortsnamen und beschrieb dazu 125'000 Karteikarten. Muret war Ehrendoktor der Universitäten Lausanne und Zürich.

## Schriften (Auswahl)
- Eilhart d’Oberg et sa source française. In: Romania 16 (1887), S. 288–363.
- La légende de la Reine Berthe. Zürich 1897.
- Le Château d’amour. In: Bulletin du Glossaire des patois de la Suisse romande 6 (1907), nos. 3 et 4, S. 33–54. (Digitalisat in E-Periodica).
- De quelques désinences de noms de lieu particulièrement fréquentes dans la Suisse romande et en Savoie. In: Romania 37 (1908), S. 1–46, 378–420, 540–569.
- Le suffixe germanique -ing dans les noms de lieu de la Suisse française et des autres pays de langue romane. In: Mélanges de linguistique offerts à M. Ferdinand de Saussure. Paris 1908, S. 267–306.
- Les patois de la Suisse romande. Lausanne 1909.
- Effets de la liaison de consonnes initiales avec s finale observés dans quelques noms de lieu valaisans. Lausanne 1912.
- als Hrsg.: Béroul, Le Roman de Tristan, poème du XIIe siècle. Paris 1913; 4. Auflage, besorgt von L. M. Defourques. Paris 1979.
- Les noms de personnes dans le canton de Vaud. Lausanne 1923.
- L’enquête sur les noms de lieu de la Suisse romande dans le canton du Valais. In: Deuxième Congrès international de linguistique romane. Paris 1931, S. 52–70.
- Les Noms de Lieu dans les langues romanes. Conférences faites au Collège de France. Paris 1930.